# Guanyin
Uzasadnienie:  artykuł o tej samej postaci 
Guanyin – (znaki tradycyjne 觀音, znaki uproszczone: 观世音, pinyin: Guānyīn, jap. Kannon, kor. Kwan'ŭm/Gwan'eum, wiet. Quán Âm), wersja skrócona pełnego imienia Guanshiyin (znaki tradycyjne 觀世音, znaki uproszczone: 观世音, pinyin: Guānshìyīn, jap. Kanzeon, kor. Kwan-se'ŭm/Gwanseeum, wiet. Quán Thế Âm; "[Ten, który/Ta, która] spostrzega dźwięki świata"; tłumaczenie powstałe z błędnego odczytania sanskryckiego "Avalokiteśvara" jako "Avalokitasvara"), inne imię Guanzizai (znaki tradycyjne 觀自在, znaki uproszczone: 观自在, pinyin: Guānzìzài, jap. Kanjizai, kor. Kwan-ja-jae/Gwanjajae, wiet. Quán Tự Tại; "Pan/Pani, który/która spogląda w dół [na ten świat]", co jest prawidłowym przekładem sanskryckiego "Avalokiteśvara"), główna postać chińskiego i dalekowschodniego panteonu buddyjskiego, odpowiednik indyjskiego bodhisattwy Awalokiteśwary (tyb. Czenrezig), przedstawiany w postaci kobiecej. W Chinach, Korei, Wietnamie, Japonii Guanyin jest także tradycyjnie czczona w ludowej religii jako bogini miłosierdzia, litości i płodności.

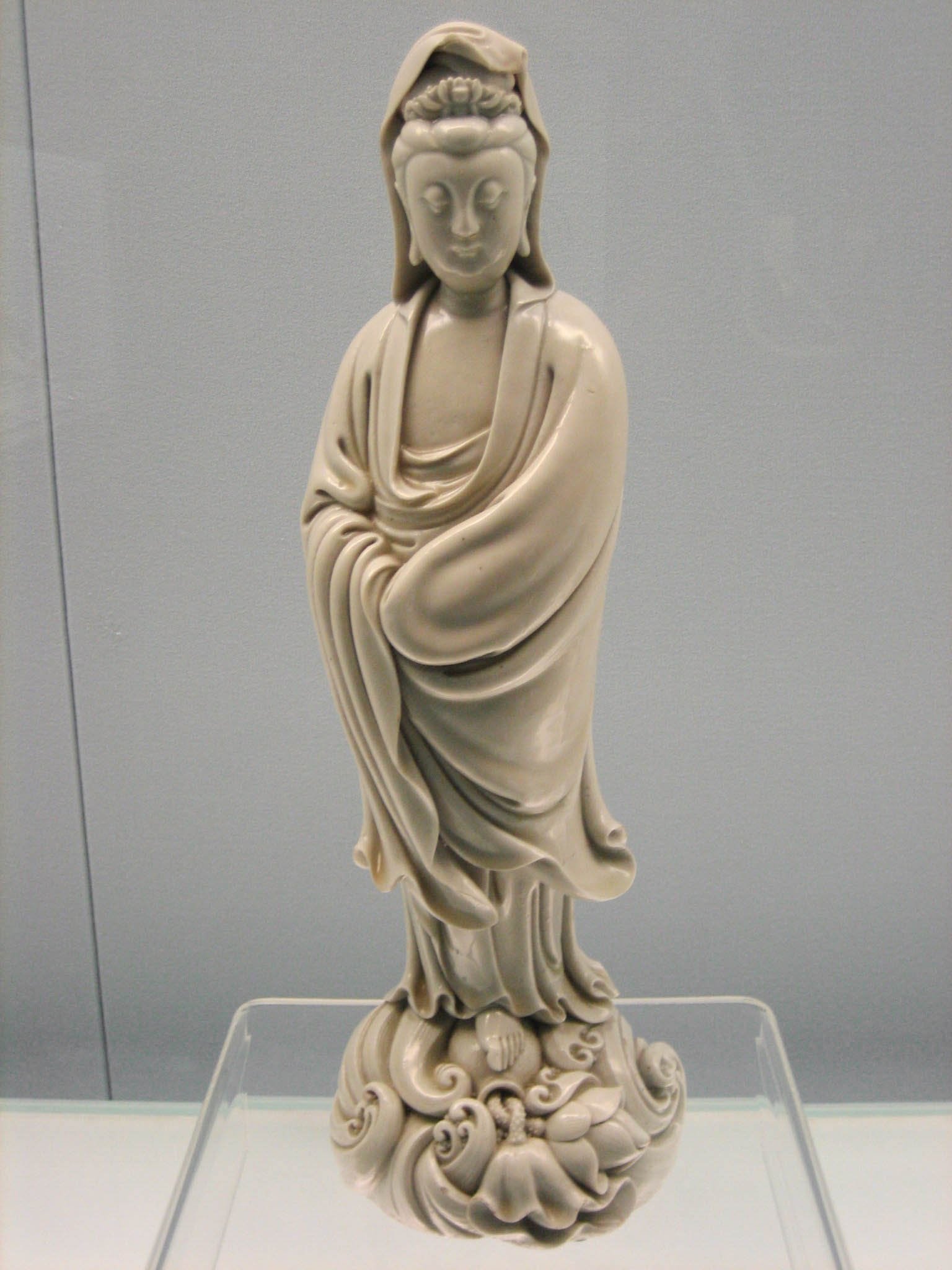
Figurka Guanyin z białej porcelany z Dehua wykonana przez He Chaozonga. Dynastia Ming, początek XVII w. Muzeum Szanghajskie

W buddyjskiej ikonografii w Chinach moment pojawienia się Guanyin (VI-VII w. n.e.) zbiega się w czasie z przybyciem nestorian – stąd hipoteza, że do upowszechnienia się żeńskich przedstawień Awalokiteśwary w Państwie Środka przyczynił się rozpowszechniany przez nestorian kult Marii, matki Jezusa. Poza Guanyin wszyscy inni bodhisattwowie w Chinach są przedstawiani jako mężczyźni. Według innej hipotezy stało się to na skutek utożsamienia wierzeń na temat Awalokiteśwary (ideał piękna, obdarzanie kobiet potomstwem) za sferą kobiecą. Na południowym wybrzeżu Chin Guanyin utożsamiana jest z boginią Mazu.
Guanyin pełni w chińskim synkretyzmie religijnym funkcję podobną do Maryi w katolicyzmie, zajmując uprzywilejowaną pozycję po  Buddzie Śiakjamunim i obok buddy Amitabhy, któremu pomaga w zarządzaniu Zachodnim Rajem. 
Często przedstawiana jest z niemowlęciem na ręku (nie jest to jednak jej dziecko), a kobiety modlą się do niej o szczęśliwe poczęcie, najczęściej syna. Uważana jest za duchową matkę rodzaju ludzkiego.
Do jej atrybutów zaliczają się także wierzbowa witka i waza z wodą święconą. Guanyin oznacza dosł. "obserwować dźwięki", bo uważa się, że wysłuchuje wszystkich próśb.
Z Chin kult Guanyin rozprzestrzenił się także m.in. na Koreę (kor. Kwan-ŭm), Japonię (jap. Kannon) oraz północny Wietnam (wietn. Quan Âm).